# Lea Bryld
Lea Bryld (født 1967) er en dansk embedsmand, der er fungerende områdedirektør for Område Øst i Kriminalforsorgen.
Lea Bryld er datter af historiker Claus Bryld og soicalrådgiver Tine Bryld. Hun blev student fra Skt. Jørgens Gymnasium i 1986 og kandidat i offentlig administration fra Roskilde Universitet i 1995.
9. maj 2023 blev hun ridder af Dannebrog.